# Мануба (вілаєт)
Мануба (араб. ولاية منوبة) - вілаєт Тунісу. Адміністративний центр - м. Мануба. Площа - 1 137 км². Населення - 352 400 осіб (2007).

## Географічне положення
Розташований у північній частині країни. На півночі межує з вілаєтом Бізерта, на сході - з вілаєтами Ар'яна, Туніс та Бен-Арус, на півдні - з вілаєтом Загуан, на заході - з вілаєтом Беджа.

## Населені пункти
- Мануба
- Джедейда
- Дуар-Гішер
- Ель-Баттан
- Морнагія
- Уед-ель-Ліль
- Тебурба
- Денден

| Туніс | Це незавершена стаття з географії Тунісу. Ви можете допомогти проєкту, виправивши або дописавши її. |